# زبان‌های فینی
زبان‌های فینی یا بالتوفینی شاخه‌ای از خانواده زبان اورالی هستند که در پیرامون دریای بالتیک، عمدتاً در فنلاند و استونی، توسط حدود ۷ میلیون نفر مردم فینی گفتگو می‌شوند.
به‌طور سنتی هشت زبان فینی شناخته شده‌است. نمایندگان مدرن خانواده زبان فنلاندی و استونیایی هستند که زبان رسمی کشورهای مادری آن‌ها است. سایر زبان‌های فینی در منطقه دریای بالتیک اینگریایی و ووتی، در اینگریا در کناره خلیج فنلاند صحبت می‌شوند؛ و زبان لیوونیایی که زمانی در اطراف خلیج ریگا صحبت می‌شده‌است. زبان‌های دورتر شمالی کارلیایی، لودیک و وپس در منطقه دریاچه اونگا و لادوگا هستند.
علاوه بر این، از دهه ۱۹۹۰، تعدادی از گروه‌های اقلیت فینی‌زبان ظهور کرده‌اند که به دنبال به رسمیت شناختن به عنوان زبان‌های متمایز هستند و زبان‌هایی با استاندارد ادبی جداگانه را ایجاد کرده‌اند. کارلین شمالی، کارلین تور و لیوی-کارلین نشان دهنده سه گویش اصلی کارلین هستند، که قبلاً تنها یک زبان شفاهی بود. زبان وورو و ستو (نوادگان مدرن استونیایی جنوبی) در جنوب شرقی استونی صحبت می‌شوند و پیش از آن گویش‌های استونیایی بودند. گویش‌های مینکیلی و کون در شمال سوئد و نروژ صحبت می‌شوند و وضعیت قانونی زبان‌های اقلیت‌های مستقل را دارند. این زبان‌ها قبلاً به گویش‌های فنلاندی شناخته شده بودند و دارای فهم متقابل هستند.
زبان‌های کوچکتر در معرض خطر قرار دارند. آخرین سخنوری که زبان مادری‌اش لیوونیایی بود در سال ۲۰۱۳ فوت کرد، و تنها در حدود دوازده نفر با زبان مادری ووتی باقی مانده‌است. صرفنظر از این، حتی برای این زبان‌ها، شکل‌دادن به زبان استاندارد و آموزش در آن ادامه دارد.

## زبان‌ها
زبان‌های فینی یک زنجیره گویشی با چندین مرز جدایی واضح را می‌سازند و به همین دلیل گاه به جای زبان‌ها، از عنوان گویش‌های فینی استفاده می‌شود. از مهم‌ترین زبان‌های این خانواده عبارتند از:
| زبان      | شمار گویشوران           | منطقه جغرافیایی |
| --------- | ----------------------- | --------------- |
| لیوونیایی | مرده به عنوان زبان نخست | لتونی           |
| وورو-ستو  | ۵۰٬۰۰۰                  | استونی، روسیه   |
| استونیایی | ۱٬۰۰۰٬۰۰۰               | بیشتر در استونی |
| ووتی      | ۲۰                      | روسیه           |
| فنلاندی   | ۵٬۰۰۰٬۰۰۰               | بیشتر در فنلاند |
| اینگریایی | ۲۰۰                     | روسیه           |
| کارلیایی  | ۳۰٬۰۰۰                  | فنلاند، روسیه   |
| لیوی      | ۲۵٬۰۰۰                  | فنلاند، روسیه   |
| وپس       | ۵٬۰۰۰                   | روسیه           |